# Kalobje
Kalobje este o localitate din comuna Šentjur pri Celju, Slovenia, cu o populație de 72 de locuitori.